# Président
Pour les articles homonymes, voir Président (homonymie).
Pour l’article ayant un titre homophone, voir Présidents.
Le président est une personne désignée, élue ou cooptée à la tête d'un collectif. Il peut s'agir d'un groupe de travail, d'un conseil d'administration, d'une association, ou encore d'un État.
- Dans une société anonyme, le président est celui qui préside le conseil d'administration. Dans certaines entreprises françaises, un président-directeur général combine le rôle de président du conseil d'administration et de directeur général.
- Dans une république, le président est le chef de l'État. Ses pouvoirs varient sensiblement d'un pays à un autre : dans certains, il est le chef de l'exécutif, comme aux États-Unis ; dans d'autres, comme en Allemagne ou en Italie, il a un pouvoir plus symbolique et est garant de l'unité nationale et de la démocratie, notamment en cas de crise politique. Son rôle premier reste de représenter l'État qu'il préside. Le président est une image avant tout.

## Étymologie
« Président » vient du latin præ (= en avant) et de sidens (= qui siège), d'où præsidens (= qui siège devant les autres, qui est à la tête).
En France, le terme apparaît en 1296, « présidente » en 1617 ; au XVIIe siècle, il désigne des magistrats dirigeant des chambres du Parlement, à l'époque cours de justices. Sous la Révolution, le terme s'applique à celui qui préside les diverses assemblées, et notamment l'Assemblée nationale, élu pour une période de quinze jours. Sous le Directoire et le Consulat, le terme n'est plus utilisé.
Le titre réapparaît de façon informelle en 1815, quand Louis XVIII nomme Talleyrand « président du Conseil des ministres » en juin 1815. Cette appellation sera utilisée en parallèle avec celle de président de la République, qui est créée en 1848.
En Angleterre, après l'exécution de Charles Ier, en 1649, la fonction royale est dévolue à un « Conseil d'État », élu par le parlement et présidé par John Bradshaw, qui reçoit le titre de Lord-President. L'appellation de président était déjà portée par des dirigeants de collèges à l'université de Cambridge ou en Amérique par celui de l'université Harvard.
Les fonctions de président et de vice-président sont inscrites dans la constitution américaine adoptée en 1787 par les Pères fondateurs à la convention de Philadelphie. Elle est appliquée en 1788 alors que les États-Unis n’étaient encore qu’un petit pays de 13 colonies côtières indépendantes depuis quatre ans. Dans une tension entre la nécessité d’un exécutif fort face à la menace que représentait encore la monarchie anglaise, et le désir de préserver la liberté chère aux États confédérés, la présidence est circonscrite dans l’esprit de Montesquieu par la séparation des pouvoirs, législatif (Congrès bicaméral : Chambre des représentants, Sénat) et juridique (Cour suprême-Scotus). L’année suivante George Washington sera le premier président (Potus) élu sans difficultés, les partis politiques n'existant pas encore, et John Adams son vice-président (Veep).

## Président de la République
Le président de la République est le chef d'État d'un pays qui a une forme républicaine de gouvernement.
Cette appellation peut varier sensiblement : President of the United States of America, président de la République française, President of Ireland, Bundespräsident der Bundesrepublik Deutschland ou Bundespräsident der Republik Österreich, mais c'est dans la plupart des cas un chef d'État généralement élu :
- soit au suffrage direct et universel (c'est-à-dire par l'ensemble des électeurs) pour une période allant généralement de quatre à sept ans ;
- soit au suffrage indirect :
  - ou par le Parlement ou l'une de ses chambres (comme en France de 1871 à 1954)
  - ou par un collège électoral qui peut lui-même être désigné (États-Unis).

## Président d'une assemblée parlementaire

### Assemblée
- Président de l'assemblée de Budapest
- Président de l'assemblée de Corse
- Président de l'Assemblée (Kiribati)
- Président de l'Assemblée Nationale roumaine
- Président de l'Assemblée d'Estrémadure
- Président de l'Assemblée d'Irlande du Nord
- Président de l'Assemblée de Madrid
- Président de l'Assemblée de Polynésie française
- Président de l'Assemblée des représentants du peuple
- Président de l'Assemblée du Kosovo
- Président de l'Assemblée du peuple (Syrie)
- Président de l'Assemblée espagnole
- Président de l'Assemblée générale des Nations unies
- Président de l'Assemblée législative de l'Ontario
- Président de l'Assemblée législative de l'Île-du-Prince-Édouard
- Président de l'Assemblée législative de la Colombie-Britannique
- Président de l'Assemblée législative de la Nouvelle-Écosse
- Président de l'Assemblée législative des Tonga
- Président de l'Assemblée législative du Nouveau-Brunswick
- Président de l'Assemblée législative du Queensland
- Président de l'Assemblée législative du Yukon
- Président de l'Assemblée nationale (France)
- Président de l'Assemblée nationale (République du Congo)
- Président de l'Assemblée nationale (Togo)
- Président de l'Assemblée nationale du Québec
- Président de l'Assemblée nationale du pays de Galles
- Président de l'Assemblée nationale roumaine
- Président de l'Assemblée nord-irlandaise
- Président de l'Assemblée populaire nationale algérienne
- Président de l'Assemblée régionale de Murcie

### Parlement
- Président du Parlement arabe
- Président du Parlement des îles Baléares
- Président du Parlement basque
- Président du Parlement d'Andalousie
- Président du Parlement des Canaries
- Président du Parlement de Cantabrie
- Président du Parlement de Catalogne
- Président du Parlement écossais
- Président du Parlement européen
- Président du Parlement (Fidji)
- Président du Parlement de Finlande
- Président du Parlement de Galice
- Président du Parlement du Ghana
- Président du Parlement grec
- Président du Parlement (Kiribati)
- Président du Parlement de La Rioja
- Président du Parlement de Nauru
- Président du Parlement de Navarre
- Président du Parlement de Nouvelle-Zélande
- Président du Parlement national (Papouasie-Nouvelle-Guinée)
- Président du Parlement national (Salomon)
- Président du Parlement du Sri Lanka
- Président du Parlement des Tuvalu
- Président du Parlement valencien

### Sénat
- Président du Sénat (Belgique)
- Président du Sénat (Espagne)
- Président du Sénat (France)
- Président du Sénat d'Irlande du Nord
- Président du Sénat de Brême
- Président du Sénat de la République
- Président du Sénat de la République (Italie)
- Président du Sénat de la République de Colombie
- Président du Sénat des États-Unis
- Président du Sénat du Canada
- Président du Sénat italien

## Président d'une entreprise

### Président du conseil d'administration
Le président du conseil d'administration est au sein d'une société anonyme (SA) une personne élue par les membres du conseil d'administration.  

### Note
1. ↑  L'usage vieilli consistant à appeler « présidente » l'épouse du président est désormais obsolète, le terme de présidente s’appliquant à une femme exerçant cette fonction.